# Münsterlingen
Münsterlingen är en ort och kommun vid Bodensjön i distriktet Kreuzlingen i kantonen Thurgau, Schweiz. Kommunen har 3 600 invånare (2023).
I kommunen finns orterna Münsterlingen, Scherzingen och Landschlacht. I Münsterlingen finns ett av de två kantonalsjukhusen i Thurgau.